# Interfície universal d'escacs
La interfície universal d'escacs és un protocol de comunicació obert que permet als motors d'escacs comunicar-se amb les interfícies d'usuari. És conegut amb l'acrònim UCI de l'anglès Universal Chess Interface. Permet jugar amb motors d'escacs des de qualsevol maquinari. L'estàndard utilitza un petit conjunt d'ordres que invoquen els motors d'escacs de cercar els millors moviments per a qualsevol posició de l'escaquer.
La primera versió va ser publicada el 2000 pels informàtics alemanys Rudolf Huber i Stefan Meyer-Kahlen.